# Оскар Наранхо
Оскар Наранхо (на испански: Óscar Naranjo) е колумбийски политик, настоящ вицепрезидент на Колумбия от 29 март 2017 г.

## Биография
Роден е на 22 декември 1956 г. в Богота, Колумбия. Член е на управляващата Социална партия.